# Kantatie 66
Pour les articles homonymes, voir Route 66 (homonymie).
La route principale 66 (en finnois : Kantatie 66) est une route principale allant de Orivesi jusqu'à Lapua en Finlande.

## Description
La route principale 66 est actuellement une autoroute entre l'est de Pirkanmaa et l'Ostrobotnie du Sud. 
Elle est moins encombrée que la valtatie 3 et elle est donc souvent un itinéraire alternatif plus fluide.
Entre Ruovesi et Virrat, il y a un pont levant sur le Visuvesi depuis 1969.

## Parcours
La route parcourt les municipalités suivantes :
- Orivesi
- Juupajoki
- Ruovesi
- Virrat
- Alavus
- Kuortane
- Lapua